# Лю Бэй
Лю Бэй (кит. трад. 劉備, упр. 刘备, пиньинь Liú Bèi; 162—223) — один из наиболее могущественных полководцев эпохи Троецарствия и создатель западнокитайского царства Шу со столицей Чэнду (современная провинция Сычуань и прилегающие территории). Известен также под своим посмертным титулом Чжаоле (кит. трад. 昭烈).

## Биография

### Молодые годы

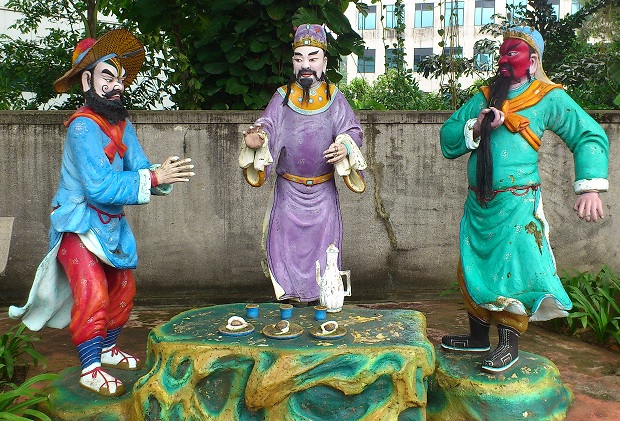
Клятва в Персиковом Саду： Чжан Фэй, Лю Бэй и Гуань Юй

Вырос в нищете в уезде Чжосянь, однако притязал на происхождение от первых ханьских императоров. Согласно каноническому тексту «Сань-го чжи», он был потомком Лю Чжэня — сына Чжуншаньского Цзин-вана Лю Шэна, который был сыном императора Цзин-ди, однако согласно комментарию жившего в V веке Пэй Сунчжи, Лю Бэй был «потомком Линьиского хоу», а титул Линьиского хоу (臨邑侯) носили Лю Фу (сын Лю Яня) и его сын Лю Таоту — они также были потомками Цзин-ди, но по другой линии. Дед Лю Бэя Лю Сюн, и отец Лю Хун были мелкими чиновниками. Лю Бэй рано лишился отца, но с помощью родственника смог попасть в обучение к Лу Чжи, где подружился с Гунсунь Цзанем.
Когда в 184 году началось «восстание жёлтых повязок», то Лю Бэй призвал создавать добровольческие отряды, чтобы помочь правительству подавить мятежи. Получив финансовую помощь от двух богатых торговцев лошадьми — Чжан Шипина и Су Шуана — он собрал группу сторонников, среди которых были Гуань Юй и Чжан Фэй. Присоединившись к провинциальным войскам, они одержали ряд побед над повстанцами. В знак признания заслуг Лю Бэй был поставлен во главе уезда Аньси (на территории современного Динчжоу) в округе Чжуншань. Однако столкнувшись с коррупцией местных чиновников, он ушёл в отставку и отправился со своими сторонниками на юг, чтобы присоединиться к армии, борющейся с мятежниками на территории провинции Сюйчжоу (современная провинция Цзянсу). За успехи в этих предприятиях он был поставлен во главе уезда Гаотан.

### Преемник Тао Цяня
Когда в 192 году поход против Дун Чжо завершился неудачей и страна погрузилась в хаос, то потерпев поражение от повстанцев Лю Бэй отправился на север чтобы присоединиться к Гунсунь Цзаню, который боролся с Юань Шао за контроль над провинциями Цзичжоу и Цинчжоу (современные Хэбэй и Шаньдун). Гунсунь Цзань поставил Лю Бэя во главе уезда Пинъюань, чтобы тот под началом Тянь Кая сражался против Юань Шао в Шаньдуне, но он проиграл Юань Таню (старшему сыну Юань Шао).
В 194 году Цао Цао, бывший союзником Юань Шао, выступил в поход на провинцию Сюйчжоу, чтобы разгромить там Тао Цяня. Тао Цянь обратился за помощью к Тянь Каю, и Тянь Кай с Лю Бэем повели войска ему на подмогу. Цао Цао поначалу сопутствовал успех, но затем его подчинённый Чжан Мяо восстал и позволил Люй Бу захватить базу Цао Цао в провинции Яньчжоу (запад современной провинции Шаньдун), и Цао Цао был вынужден срочно вернуться. Тао Цянь попросил Лю Бэя разместиться с армией в близлежащем Сяопэе и дал ему дополнительные войска; таким образом Лю Бэй оставил Тянь Кая и перешёл на службу к Тао Цяню. Лю Бэй заручился поддержкой мощных местных кланов Ми и Чэнь, и набрал себе дополнительных солдат. После того, как Тао Цянь скончался, клан Ми выступил за то, чтобы власть над Сюйчжоу была передана Лю Бэю, а не сыновьям Тао Цяня, однако Чэнь Цюнь сказал Лю Бэю, что в этом случае ему придётся соперничать за власть над провинцией с Юань Шу. Кун Жун и Чэнь Дэн посоветовали Лю Бэю сменить сторону и перейти к Юань Шао, который противостоял Юань Шу. Лю Бэй так и поступил, и Юань Шао признал его правителем Сюйчжоу.

### Конфликт с Люй Бу
В 195 году Люй Бу был разбит Цао Цао и нашёл убежище у Лю Бэя. В следующем году Юань Шу отправил в поход на Сюйчжоу генерала Цзи Лина с крупной армией. Лю Бэй повёл свою армию ему навстречу, и они в течение месяца стояли друг против друга в Сюйи и Хуайине. Тем временем, когда Чжан Фэй, оставленный охранять Сяпи, во время ссоры убил Цао Бао, то Люй Бу, воспользовавшись моментом, захватил контроль над городом и пленил семьи Лю Бэя и его сторонников. Получив известия об этом, Лю Бэй вернулся в Сяпи, но к этому моменту от его армии ничего не осталось. Собрав оставшихся людей, Лю Бэй вернулся в Хуайин, где был разбит Юань Шу. Зажатая с двух сторон и не имеющая еды армия в итоге сдалась Люй Бу, который в качестве жеста доброй воли освободил семью Лю Бэя и приказал Лю Бэю помочь ему противостоять Юань Шу. Лю Бэй осел в Сяопэе и набрал армию в 10 тысяч человек, но Люй Бу разгромил его, вынудив бежать в Сюйчан, где Лю Бэй был хорошо принят Цао Цао. Цао Цао дал Лю Бэю войска и сделал губернатором провинции Юйчжоу.
В 198 году Люй Бу обновил союз с Юань Шу, направленный против Цао Цао, и отправил Гао Шуня и Чжан Ляо против Лю Бэя. Цао Цао отправил на помощь Лю Бэю Сяхоу Дуня, однако они оба были разбиты Гао Шунем. Лю Бэю пришлось вновь бежать к Цао Цао. Цао Цао лично повёл армию против Люй Бу и окончательно разгромил его в битве при Сяпи.

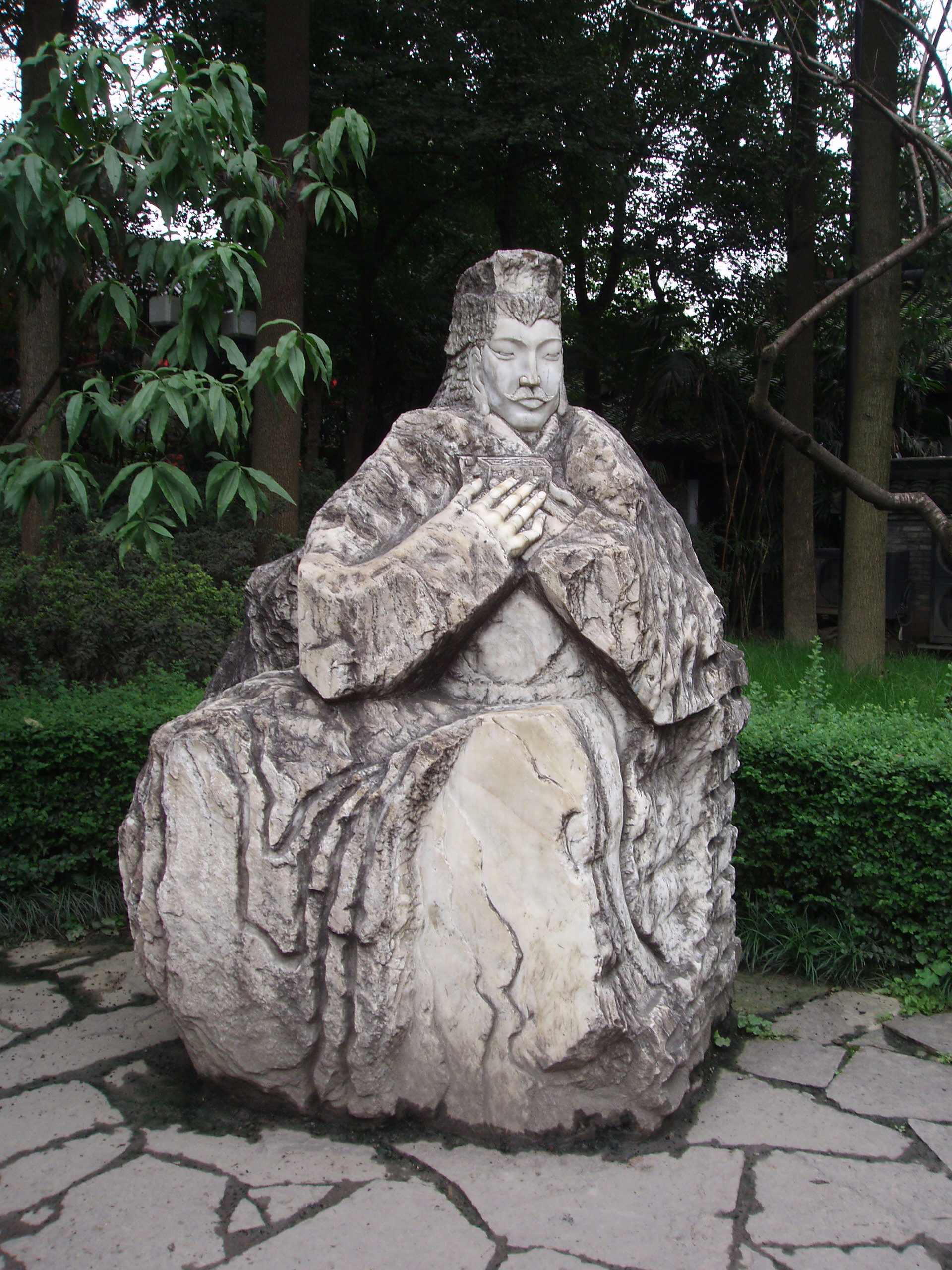
Статуя Лю Бэя в храме Чжугэ Ляна в Чэнду

### Во время борьбы Цао Цао с Юань Шао
Цао Цао держал под своим контролем императора Сянь-ди и пользовался этим в своих интересах. В 199 году Лю Бэй присоединился к заговору Дун Чэна и хотел покинуть ставку Цао Цао в Сюйчане. Услышав, что Юань Шу сдался Юань Шао и следует к нему через Сяпи, Лю Бэй попросил армию чтобы перехватить его. Цао Цао согласился, и отправил на юг армию во главе с Чжу Лином и Лю Бэем. Обнаружив, что путь закрыт, Юань Шу вернулся в Шоучунь, где вскоре скончался. После этого Чжу Лин вернулся в Сюйчан а Лю Бэй воспользовался возможностью и убил Чэ Чжоу, который был поставлен императорским двором во главе провинции Сюйчжоу после разгрома Люй Бу. Взяв Сюйчжоу под контроль, он оставил Гуань Юя в арьергарде в Сяпи, а сам разместился в Сяопэе. В 200 году заговор Дун Чэна был раскрыт, и его участники были казнены вместе с семьями, но Лю Бэю, вовремя покинувшему Сюйчан, удалось выжить.
Покончив с внутренними врагами, Цао Цао обратился против основного внешнего врага — Юань Шао. Защитив основные переправы через Хуанхэ, отделявшую его территорию от территории подконтрольной Юань Шао, Цао Цао отправил Лю Дая и Ван Чжуна против основного союзника Юань Шао — Лю Бэя, но тому удалось отбиться. Тогда Цао Цао лично повёл армию на Лю Бэя и быстро его разгромил. Лю Бэй бежал на север к Юань Шао и был хорошо им принят, после чего стал сражаться на стороне Юань Шао.
Когда Лю Пи восстал против Цао Цао в Жунане, Лю Бэй убедил Юань Шао доверить ему армию чтобы помочь Лю Пи. Лю Бэй и Лю Пи атаковали Сюйчан, но были разбиты Цао Жэнем. Вернувшись на север, Лю Бэй побудил Юань Шао заключить союз с Лю Бяо — губернатором провинции Цзинчжоу (территория современных провинций Хубэй и Хунань). Юань Шао вновь послал Лю Бэя с армией в Жунань, где вместе с Гун Ду он смог убить служившего Цао Цао генерала Цай Яна.

### У Лю Бяо
Разгромив Юань Шао в битве при Гуаньду, Цао Цао в 201 году двинулся на Жунань. Лю Бэй бежал в провинцию Цзинчжоу, где Лю Бяо лично приветствовал его как почётного гостя, дал ему войска и попросил разместиться в Синье. В 202 году Цао Цао отправил против него Юй Цзиня и Сяхоу Дуня, но Лю Бэй разгромил их в битве при Боване.
Под управлением Лю Бяо провинция Цзинчжоу процветала, и многие образованные люди искали там убежища от ужасов гражданской войны. Лю Бэй спросил отшельника Сыма Хуэя о наиболее выдающихся из них, и тот назвал ему Пан Туна и Чжугэ Ляна. Когда Лю Бэй смог, наконец, лично встретиться с Чжугэ Ляном, тот изложил ему разработанный им долгосрочный план Лунчжун завоевания господства в Поднебесной.
В 208 году Лю Бяо скончался. Наследовавший ему сын Лю Цун покорился Цао Цао, не проинформировав предварительно Лю Бэя. Когда Лю Бэй услышал о капитуляции Лю Цуна, то армия Цао Цао уже подходила к Ваньчэну. Лю Бэй во главе своих войск и последователей покинул Фаньчэн и двинулся на юг; к Даньяну с ним пришло сто тысяч человек. Так как эта масса людей проходила лишь 10 ли в день, то Лю Бэй отправил Гуань Юя вперёд, в Цзянлин, где размещался цзинчжоуский флот и находились арсенал и склады с припасами. Боясь, что Лю Бэй успеет в Цзяллин раньше него, Цао Цао отправил в преследование кавалерию. Ей удалось перехватить Лю, и во время битвы при Чанбане Лю Бэй лишиься большинства своих последователей. Самому Лю Бэю удалось бежать с небольшим числом сторонников.

### Союз с Сунь Цюанем
Ещё пока Лю Бэй находился в Чанбане, к нему от Сунь Цюаня прибыл в качестве посла Лу Су, предложивший заключить направленный против Цао Цао союз между Лю Бэем и Сунь Цюанем. Чжугэ Лян направился к Сунь Цюаню в качестве посла Лю Бэя, и союз был заключён. В битве у Красной скалы объединённые войска разгромили армию Цао Цао, и он был вынужден отступить на север.
Лю Бэй посоветовал Сунь Цюаню назначить Лю Ци (старшего сына Лю Бяо) новым губернатором Цзинчжоу, и отправился со своими войсками брать под контроль те округа провинции, что располагались южнее Янцзы. После того, как это было сделано, он обосновался в Гунъане. Вскоре Лю Ци скончался, и Лю Бэй преемствовал его власть над Цзинчжоу; для легитимизации своего наследования он женился на младшей сестре Сунь Цюаня. Вскоре к нему начали прибывать его бывшие подчинённые, не желавшие служить Цао Цао. Армия Сунь Цюаня разместилась в северной части подконтрольной Сунь Цюаню территории, а Цзинчжоу была предоставлена Лю Бэю на тот срок, пока он не найдёт себе другую базу.

### Создание царства Шу
В 211 году правивший провинцией Ичжоу (занимала Сычуаньскую котловину) Лю Чжан узнал, что Цао Цао собирается атаковать Чжан Лу в Ханьчжуне. Так как Ханьчжун занимал стратегически важное положение, являясь «воротами в Ичжоу», то Лю Чжан по совету Чжан Суна отправил Фа Чжэна послом к Лю Бэю, чтобы договориться о заключении союза для захвата Ханьчжуна до того, как это сделает Цао Цао. Оставив Чжугэ Ляна, Гуань Юя, Чжан Фэя и Чжао Юня в Цзинчжоу, Лю Бэй отправился с экспедиционным корпусом в Ичжоу. Лю Чжан тепло приветствовал его и дал ему ещё войск и предоставил провизию, после чего Лю Бэй направился к Цзямэнскому проходу на границе между территориями Лю Чжана и Чжан Лу. Там Лю Бэй вместо того, чтобы напасть на Чжан Лу, остановился, и начал закрепляться на этих землях, готовясь к захвату Ичжоу.
В 212 году Пан Тун предложил Лю Бэю три плана на выбор: (1) быстро двинуться на Чэнду, (2) принять командование армиями Лю Чжана на севере и потом двинуться на Чэнду, (3) вернутся в Байдичэн и выждать. Лю Бэй выбрал второй план; он сообщил Лю Чжану, что ему нужно больше войск для того, чтобы отвлечь внимание Цао Цао от востока (где Цао Цао в это время напал на Сунь Цюаня), и потребовал 10 тысяч солдат и дополнительное продовольствие для помощи в защите Цзинчжоу. Лю Чжан дал ему только 4 тысячи солдат и половину запрошенного провианта.
Советник Лю Чжана Чжан Сун планировал сместить Лю Чжана и заменить его Лю Бэем. Его старший брат Чжан Су узнал о переговорах Чжан Суна с Лю Бэем, и сообщил о них Лю Чжану. Узнав о заговоре, Лю Чжан был поражён. Он казнил Чжан Суна, и приказал своим генералам перекрыть подходы к Чэнду, чтобы Лю Бэй не узнал о том, что Лю Чжан знает о его планах. Тем не менее Лю Бэй получил информацию от своих шпионов, и прежде, чем гонцы Лю Чжана добрались до генералов Ян Хуая и Гао Пэя, оборонявших Бошуйский проход, Лю Бэй призвал их к себе и убил под предлогом того, что они были непочтительны с ним. После этого он направился на юго-запад и к 215 году захватил провинцию Ичжоу.
Услышав, что Лю Бэй захватил Ичжоу, Сунь Цюань отправил к нему послов, требуя возврата южной части Цзинчжоу, но Лю Бэй ответил, что вернёт Цзинчжоу только после того, как захватит Лянчжоу. Разъярённый словами Лю Бэя Сунь Цюань отправил Люй Мэна и Лин Туна на завоевание южной части Цзинчжоу. Лю Бэй был вынужден вернуться в Гунъань для организации отпора, но когда до него дошли известия о том, что Цао Цао планирует напасть на Ханьчжун, он заключил с Сунь Цюанем договор о границе по реке Сянцзян.
Цао Цао, тем временем, захватил Ханьчжун, но, вопреки советам своих приближенных, не стал нападать на Ичжоу, где позиции Лю Бэя ещё не были прочными, а вернулся обратно.
В 217 году Фа Чжэн указал Лю Бэю на стратегическую важность Ханьчжуна и посоветовал выбить оттуда войска Цао Цао, однако первая попытка закончилась неудачей. Весной 219 года войскам Лю Бэя удалось, наконец, овладеть Ханьчжуном, и он провозгласил себя Ханьчжунским ваном (кит. 漢中王), сделав своей резиденцией Чэнду.
В конце 219 года войска Сунь Цюаня, ведомые Люй Мэном, захватили удерживаемую Лю Бэем часть провинции Цзинчжоу; Гуань Юй был схвачен и казнён. Разъярённый Лю Бэй начал готовиться к войне с Сунь Цюанем. Тем временем в 220 году скончался Цао Цао, а его сын Цао Пэй низложил императора Сянь-ди и провозгласил образование нового царства Вэй. После того, как известия о переходе трона к Цао Пэю (и ложные слухи о казни императора Сянь-ди) достигли Лю Бэя в Ичжоу, тот также в 221 году объявил себя императором и основал царство Шу.
Осенью 222 года Лю Бэй лично повёл армию против Сунь Цюаня, чтобы отомстить за Гуань Юя и отвоевать южную часть провинции Цзинчжоу; управлять страной он оставил вместо себя Чжугэ Ляна. В битве при Сяотине его армия была разбита, а ему пришлось бежать в Байдичэн, где он и скончался в 223 году. На смертном одре он назначил Чжугэ Ляна и Ли Яня в качестве регентов при своём сыне Лю Шане.

## Семья
- Отец
  - Лю Хун (劉弘)
- Жёны и наложницы
  - Неназванные жены и дети Лю Бэя попадали в плен к Люй Бу в 196 и 198 годах, но затем были возвращены. В 200 году его семья попала в плен к Цао Цао.
  - Госпожа Ми (麋氏), жена Лю Бэя, сестра Ми Чжу и Ми Фана. Была выдана замуж за Лю Бэя в 196 году, после того, как Люй Бу захватил его прежнюю семью.
  - Госпожа Гань (甘氏), происходила из простой семьи, но обладала исключительной красотой. В начале 190-х годов в возрасте 18 лет стала наложницей Лю Бэя. Ведала семейными делами Лю Бэя и последовала за Лю Бэем в Цзинчжоу, где в 207 году родила Лю Шаня. Во время вторжения Цао Цао в Цзинчжоу, Лю Бэй был вынужден бросить её и своего сына, но они были спасены Чжао Юнем. Умерла около 210 года.
  - Госпожа Сунь (孫氏), младшая сестра Сунь Цюаня. Её брак с Лю Бэем в 209 году должен был скрепить союз между Лю Бэем и Сунь Цюанем, но уже в 211 году она вернулась домой к своему брату.
  - Императрица У (穆皇后), младшая сестра У И, генерала царства Шу. Когда Лю Бэй провозгласил себя императором, также была провозглашена императрицей. После смерти Лю Бэя была вдовствующей императрицей.
- Дети
  - Лю Шань (劉禪), старший известный сын Лю Бэя, второй император царства Шу
  - Лю Юн (劉永)
  - Лю Ли (劉理)
  - Лю Фэн (劉封), происходил из семьи Коу (寇), усыновлён не имевшим на тот момент наследника Лю Бэем в 201 году. Служил генералом в армии Лю Бэя, казнён в 220 году.